# Priset
Priset (originaltitel: The Price) är en brittisk dramaserie från 1985. Geoffrey Carrs hustru och styvdotter kidnappas av IRA. Carr har dock inte möjlighet att betala lösensumman.
Serien visades i SVT2 mellan den 12 april och den 17 maj 1985.

## Roller
| Peter Barkworth | – Geoffrey Carr |
| Harriet Walter  | – Frances Carr  |
| Susanna Reid    | – Clare         |
| Derek Thompson  | – Frank Crossan |
| Aingeal Grehan  | – Kate          |
| Linda Spurrier  | – Margaret      |
| Peadar Lamb     | – O'Hanlon      |